# Länsväg 280
De Zweedse weg 280 (Zweeds: Länsväg 280) is een provinciale weg in de provincie Stockholms län in Zweden en is circa 38 kilometer lang.

## Plaatsen langs de weg
- Asplund
- Rimbo
- Edsbro

## Knooppunten
- E18 (begin)
- Riksväg 77: gezamenlijk tracé, bij Rimbo
- Länsväg 282 bij Edsbro
- Riksväg 76 (einde)